# Loisirs (Logeais)
Pour les articles homonymes, voir Loisirs (homonymie).
Loisirs est un recueil de nouvelles de l'écrivain français Auguste Logeais paru en 1845 à Laval, en Mayenne. Imprimé à seulement cinquante exemplaires à l'initiative de son ami Auguste Genesley, il reproduit cinq courtes fictions déjà publiées dans L'Écho de la Mayenne au cours des mois précédents en les faisant suivre d'autant de lettres adressées par l'auteur à divers correspondants métropolitains depuis Bras Canot, là où il réside désormais à l'île Bourbon, aujourd'hui La Réunion.
Entièrement consacrés à cette colonie du sud-ouest de l'océan Indien, les textes s'intéressent en particulier à l'esclavage à Bourbon, pour lesquels le voyageur exprime son dégoût marqué, mais auquel il accorde néanmoins une attention presque ethnographique. Toutes les nouvelles mettent en scène des marrons et n'hésitent pas à faire s'exprimer des personnages en créole réunionnais. Les lettres sont des descriptions détaillées de la vie de l'auteur sur une canneraie mais contiennent également trois récits de voyage, deux au Grand Brûlé et un au Grand Étang.

## Contenu

### Nouvelles
- Déita le Créole.
- Bras-de-Fer, le Marron.
- Sinfélix.
- La Caverne d'Oscar.
- La Vallée du giroflier.

### Lettres
- À Bourbon, lettre à Alexandre Villedieu.
- À Bourbon, lettre à Agathe Genesley.
- Le Volcan, lettre à maître Meslay.
- L'Étang, lettre à Genesley fils.
- Second Voyage au Volcan, lettre à Létissier.

## Postérité

### Réédition
L'ouvrage est le seul connu de Logeais, qui à l'époque de sa parution revient en métropole et s'y marie. Il devient comptable aux forges de Port-Brillet puis termine maire d'Olivet.
À peu près complètement oublié à la fin du XIXe siècle, Loisirs est redécouvert en 2020 par la bibliothèque départementale de La Réunion à la faveur de la vente d'un exemplaire par un libraire du Sud de la France. Acquis par l'établissement, cet exemplaire est pour l'heure l'un des quatre seuls à avoir été localisés. Les autres se trouvent à la bibliothèque nationale de France, à l'université du Kentucky et dans la collection privée de Thierry Caro, chercheur qui participe à la redécouverte du titre puis à sa réédition commentée en 2022.

### Stèle

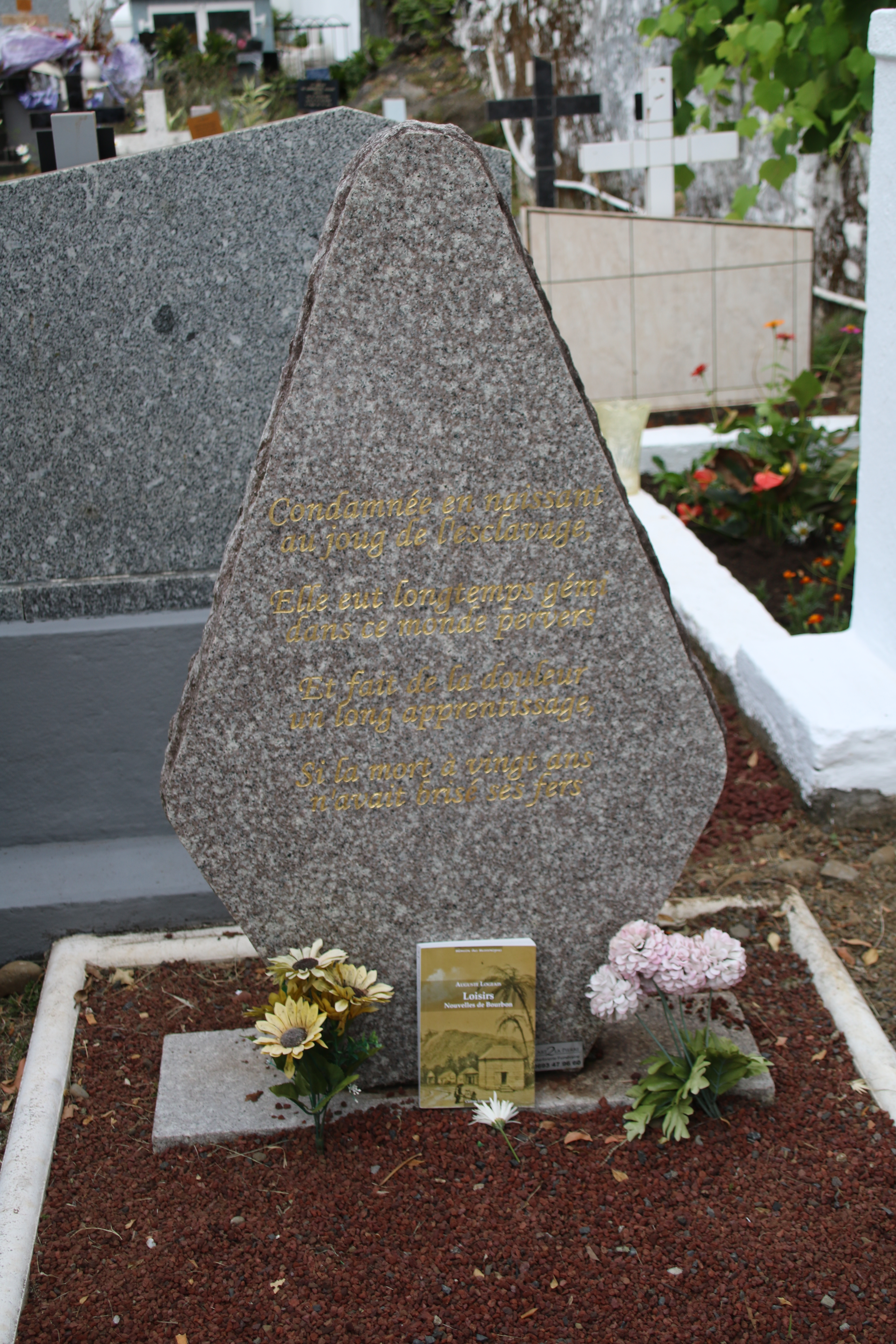
Stèle en mémoire de Cécilia, évoquée dans Loisirs, au cimetière du centre-ville, à Saint-Benoît de La Réunion.

La réédition est précédée d'une conférence de Prosper Ève en février 2021. Spécialiste de l'esclavage à Bourbon, l'historien fait peu après ériger une stèle dans le cimetière du centre-ville, à Saint-Benoît, en l'honneur d'une certaine Cécilia évoquée dans une lettre reproduite en fin d'ouvrage. Cette stèle porte les mots que Logeais entendait faire inscrire sur la sépulture de cette esclave disparue très jeune, à la demande du père de cette dernière. Il indique dans sa correspondance avoir dû renoncer à l'épitaphe envisagée sous la pression raciste de la bonne société coloniale, inquiète de cet excès d'égards pour la dépouille d'une femme noire.

« Condamnée en naissant au joug de l'esclavage,

Elle eut long-temps gémi dans ce monde pervers

Et fait de la douleur un long apprentissage,

Si la mort à vingt ans n'avait brisé ses fers. »

— Auguste Logeais, Loisirs.